# Collegio uninominale Sicilia - 03 (2020)
Il collegio elettorale uninominale Sicilia - 03 è un collegio elettorale uninominale della Repubblica Italiana per l'elezione del Senato della Repubblica.

## Territorio
Come previsto dalla legge n. 51 del 27 maggio 2019, il collegio è stato definito tramite decreto legislativo all'interno della circoscrizione Sicilia.
È formato dal territorio dell'intera provincia di Agrigento (43 comuni) e dell'intera provincia di Caltanissetta (22 comuni).
Il collegio è parte del collegio plurinominale Sicilia - 01.

## Eletti
| Elezione | Elezione | Senatore       | Partito      |
| -------- | -------- | -------------- | ------------ |
|          | 2022     | Stefania Craxi | Forza Italia |

## Dati elettorali

### XIX legislatura
Come previsto dalla legge elettorale, 74 senatori sono eletti con sistema a maggioranza relativa in altrettanti collegi uninominali a turno unico.
| Candidati                                 | Candidati                | Voti    | %     | Liste                          | Voti    | %     |
| ----------------------------------------- | ------------------------ | ------- | ----- | ------------------------------ | ------- | ----- |
|                                           | Stefania Craxi ✔️ Eletto | 101 331 | 37,55 | Fratelli d'Italia              | 48 351  | 17,92 |
| Forza Italia                              | Stefania Craxi ✔️ Eletto | 101 331 | 37,55 | 34 365                         | 12,73   |       |
| Lega                                      | Stefania Craxi ✔️ Eletto | 101 331 | 37,55 | 14 904                         | 5,52    |       |
| Noi moderati/Lupi - Toti - Brugnaro - UDC | Stefania Craxi ✔️ Eletto | 101 331 | 37,55 | 2 848                          | 1,06    |       |
|                                           | Pietro Lorefice          | 81 427  | 30,17 | Movimento 5 Stelle             | 81 427  | 30,17 |
|                                           | Marina Castiglione       | 32 477  | 12,03 | Partito Democratico-IDP        | 39 726  | 14,72 |
| Alleanza Verdi e Sinistra                 | Marina Castiglione       | 32 477  | 12,03 | 3 987                          | 1,48    |       |
| +Europa                                   | Marina Castiglione       | 32 477  | 12,03 | 3 180                          | 1,18    |       |
| Impegno Civico - Centro Democratico       | Marina Castiglione       | 32 477  | 12,03 | 1 841                          | 0,68    |       |
|                                           | Marzia Maniscalco        | 20 633  | 7,65  | Sud chiama Nord                | 20 633  | 7,65  |
|                                           | Michele Termini          | 14 004  | 5,19  | Azione - Italia Viva - Calenda | 14 004  | 5,19  |
|                                           | Maria Caterina Sciacca   | 3 396   | 1,26  | Italexit                       | 3 396   | 1,26  |
|                                           | Maria Francesca Mosca    | 3 152   | 1,17  | Italia Sovrana e Popolare      | 3 152   | 1,17  |
|                                           | Nicola Puleo             | 2 673   | 0,99  | Unione Popolare                | 2 673   | 0,99  |
|                                           | Roberto Manzone          | 701     | 0,26  | Vita                           | 701     | 0,26  |
| Totale                                    | Totale                   | 269 884 | 100   |                                | 269 884 | 100   |
| Elettori                                  | Elettori                 | 546 498 |       |                                |         |       |